# UFC 121
UFC 121: Lesnar vs. Velasquez  è stato un evento di arti marziali miste tenuto dalla Ultimate Fighting Championship il 23 ottobre 2010 all'Honda Center ad Anaheim, California, Stati Uniti d'America. L'evento fu il quarto che l'UFC tenne all'Honda Center (ex Arrowhead Pond) ad Anaheim, California dopo UFC 59, UFC 63 and UFC 76 e il sesto tenuto nella grande area di Los Angeles con UFC 60 e UFC 104. L'evento la più grande quantità di vittorie per decisione da UFC 64.

## Background
Jon Madsen avrebbe dovuto affrontare Todd Duffee ma Duffee dovette abbandonare la card a causa di un infortunio al ginocchio, venendo sostituito da Gilbert Yvel.
È tra gli eventi UFC ad aver venduto più di un milione di pay per view.

## Risultati

### Card preliminare
- Incontro categoria Pesi Massimi:  Jon Madsen contro  Gilbert Yvel

Madsen sconfisse Yvel per KO Tecnico (pugni) a 1:48 del primo round.
- Incontro categoria Pesi Medi:  Chris Camozzi contro  Dongi Yang

Camozzi sconfisse Yang per decisione divisa (28–29, 29–28, 29–28).
- Incontro categoria Pesi Leggeri:  Sam Stout contro  Paul Taylor

Stout sconfisse Taylor per decisione divisa (29–28, 28–29, 30–27).
- Incontro categoria Pesi Welter:  Mike Guymon contro  Daniel Roberts

Roberts sconfisse Guymon per sottomissione (strangolamento anaconda) a 1:13 del primo round.
- Incontro categoria Pesi Medi:  Patrick Côté contro  Tom Lawlor

Lawlor sconfisse Côté per decisione unanime (30–27, 30–27, 30–27).
- Incontro categoria Pesi Medi:  Court McGee contro  Ryan Jensen

McGee sconfisse Jensen per sottomissione (strangolamento triangolare) a 1:21 del terzo round.

### Card principale
- Incontro categoria Pesi Massimi:  Brendan Schaub contro  Gabriel Gonzaga

Schaub sconfisse Gonzaga per decisione unanime (30–27, 30–27, 30–27).
- Incontro categoria Pesi Mediomassimi:  Tito Ortiz contro  Matt Hamill

Hamill sconfisse Ortiz per decisione unanime (29–28, 29–28, 30–27).
- Incontro categoria Pesi Welter:  Diego Sanchez contro  Paulo Thiago

Sanchez sconfisse Thiago per decisione unanime (30–26, 29–28, 29–28).
- Incontro categoria Pesi Welter:  Jake Shields contro  Martin Kampmann

Shields sconfisse Kampmann per decisione divisa (28–29, 29–28, 30–27).
- Incontro per il titolo dei Pesi Massimi:  Brock Lesnar (c) contro  Cain Velasquez

Velasquez sconfisse Lesnar per KO Tecnico (pugni) a 4:12 del primo round diventando il nuovo campione dei pesi massimi.

## Premi
Ai vincitori sono stati assegnati 70.000$ per i seguenti premi:
- Fight of the Night:  Diego Sanchez contro  Paulo Thiago
- Knockout of the Night:  Cain Velasquez
- Submission of the Night:  Daniel Roberts